# El Piyayo
Rafael Flores Nieto, conocido como El Piyayo (Málaga, 1 de mayo de 1864- 25 de noviembre de 1940), fue un cantaor y guitarrista flamenco español de origen gitano y un personaje popular de la ciudad de Málaga, que alternaba su vocación musical con la venta ambulante.
Nació en Málaga en el año 1864, en el popular barrio de El Perchel. Las letras de sus composiciones nos hacen pensar que pasó un tiempo en Cuba, quizás en prisión, durante la guerra con Estados Unidos (1898).
Su biógrafo, Eusebio Rojas, indica que aportó al flamenco unos tangos conocidos como «cantes del Piyayo» con la particularidad de que incorporan elementos de guajiras. Sus letras a menudo evocan anécdotas divertidas y burlescas.
Murió en la Alcazaba de Málaga el 25 de noviembre de 1940 como consecuencia de la arteriosclerosis. Su vieja guitarra se conserva en la Peña Juan Breva de Málaga.

## El Piyayo en el arte y la sociedad

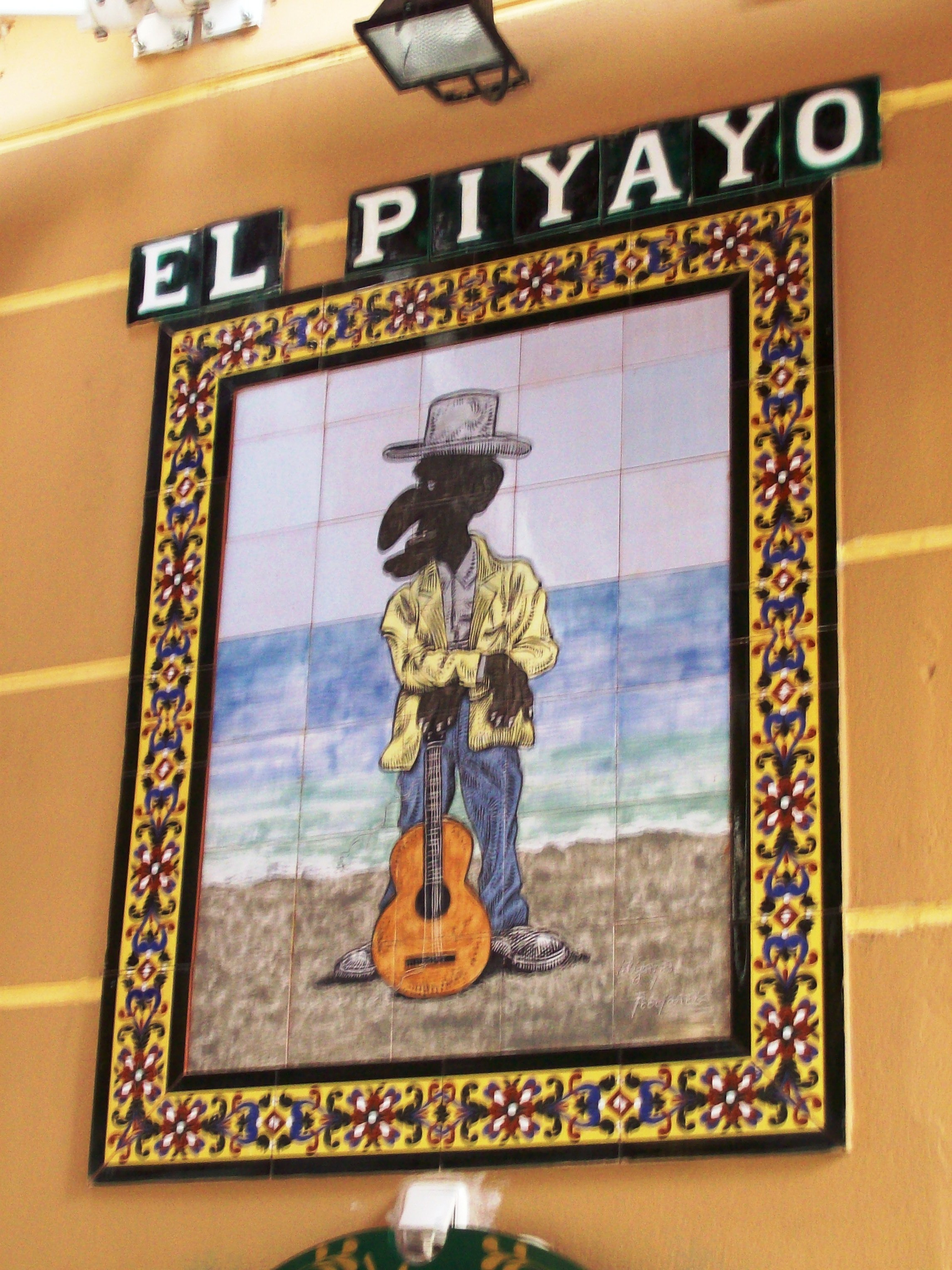
Azulejos con caricatura de El Piyayo en La Taberna del Piyayo, Calle Granada, Málaga, España.

- El Piyayo fue objeto de una creación poética de José Carlos de Luna de tono humorístico.[2]
- Un largometraje de 1956 del director valenciano Luis Lucia Mingarro titulado El Piyayo aborda la vida de este personaje.[3]
- En 1978, el Ayuntamiento de Málaga le dedicó un festival homenaje, con la participación de Camarón de la Isla, Chano Lobato, Beni de Cádiz, Alfredo Arrebola, El Boquerón, Carmen Juan, Carmen Dios, Mari de la Trinidad, Juan Habichuela, Juan El Africano y Manolo Cómitre.
- Un restaurante ubicado en el centro histórico de Málaga lleva por nombre La Taberna del Piyayo, y una peña flamenca en el Rincón de la Victoria también se llama El Piyayo.
- El Centro Cultural Cenachero entrega los Premios Piyayo, que reconocen la labor de personas e instituciones en favor de las tradiciones malagueñas.
- Al artista malagueño Miguel García Navas se le encargó una escultura de El Piyayo para su emplazamiento en Málaga.[4]
- A finales de 1985 se fundó en Rincón de la Victoria (Málaga) la Peña Flamenca Rafael Flores El Piyayo, que desde entonces organiza numerosos actos relacionados con el cante flamenco, entre los que destacan los recitales de otoño Rincón de la Victoria capital del flamenco, que se iniciaron en 1998, el Festival Flamenco Puerta de la Axarquía, que se celebra desde 1991 cada primer fin de semana de agosto, el Concurso de Jóvenes en el Flamenco, la Exaltación de la Saeta y otras actividades, además de las escuelas de guitarra, cante y baile que se realizan en la sede de la Peña, situada en la Urbanización las Pedrizas Local 2 de Rincón de la Victoria. El actual presidente de la entidad es D. José Reina Amores.

- En 2001, un grupo carnavalero de Alhaurin el Grande, dirigido por José Manuel Rengel, recreo con su grupo la vida de El Piyayo, dándole nombre artístico del grupo durante ese año en varios concursos carnavaleros, como el de Málaga.
- El catedrático del Instituto San Isidro de Ciencias Naturales, Luis Muñoz-Cobo Arredondo, recrea en el librito Ojitos Azules, prologado por Juan Antonio Tamayo Rubio, una triste y sentida leyenda cuyo protagonista es llamado «El Piyayo».